# Liceo Franco Hondureño
El Liceo Franco Hondureño (en francés, Lycée Franco Hondurien), es una escuela francesa, fundada en 1966 en la ciudad de Tegucigalpa, capital de la república de Honduras
Fue fundada por la Asociación Franco Hondureña de Educación (en francés, Association Franco Hondurienne d'Enseignement), una división de la Agencia para la Enseñanza Francesa en el Extranjero (por sus siglas en francés, AEFE). 
El colegio imparte los cursos de Maternelle (Maternal), Élémentaire (Primaria), de Collège (Secundaria) y de Lycée (Bachillerato). 
El nuevo Liceo Franco-Hondureño en la entrada de Valle de Ángeles se empezó a construir el 15 de diciembre de 2016, colocando la primera piedra de la obra el embajador de Francia para Honduras Pierre-Christian Soccoja. Se prevé que las obras concluirán el 2022.